# Barbara Wikieł
Barbara Wikieł – polska matematyczka, profesor uczelni i od 2022 prorektor ds. studenckich Politechniki Gdańskiej.
Otrzymała wyróżnienia pozauczelniane:
- Nagroda Ministra Nauki i Szkolnictwa Wyższego zespołowa za osiągnięcia dydaktyczne (2007)
- Medal Komisji Edukacji Narodowej (2006)
- Brązowy Krzyż Zasługi (2006)